# Marele Premiu al Ungariei din 2019
Marele Premiu al Ungariei din 2019 (cunoscut oficial ca Formula 1 Rolex Magyar Nagydíj 2019) a fost o cursă auto de Formula 1 ce s-a desfășurat pe 4 august 2019 pe Circuitul Hungaroring din Budapesta, Ungaria. Cursa a fost cea de-a douăsprezecea etapă a Campionatului Mondial de Formula 1 din 2019, fiind pentru a treizeci și patra oară când s-a desfășurat o etapă de Formula 1 în Ungaria.
Max Verstappen a condus cursa pentru 66 de tururi, fiind depășit în turul 67 de britanicul Lewis Hamilton după o strategie mai bună din partea echipei Mercedes.

## Pneuri

### Pneurile programate de Pirelli pentru cursă
| Numele compusului | Culoare | Culoare | Condițiile meteo | Aderență | Durabilitate |
| ----------------- | ------- | ------- | ---------------- | -------- | ------------ |
| Dur C2            | H       |         | Uscat            | Mică     | Mare         |
| Mediu C3          | M       |         | Uscat            | Medie    | Medie        |
| Moale C4          | S       |         | Uscat            | Mare     | Mică         |
| Intermediar       | I       |         | Ploaie ușoară    |          |              |
| Ploaie            | W       |         | Ploaie           |          |              |

### Cele mai folosite pneuri
| Numele compusului | Culoare | Culoare | Numărul de tururi | Condițiile meteo |
| ----------------- | ------- | ------- | ----------------- | ---------------- |
| Dur C2            | H       |         | 53 (Giovinazzi)   | Uscat            |
| Mediu C3          | M       |         | 53 (Hamilton)     | Uscat            |
| Moale C4          | S       |         | 33 (Hülkenberg)   | Uscat            |

## Calificări
Calificările au avut loc pe 3 august 2019, începând cu ora locală 15:00 (UTC+2), ora 16:00 EEST.
| Poz.                  | Nr. | Pilot              | Constructor               | Timpi calificări | Timpi calificări | Timpi calificări | Grila finală |
| Poz.                  | Nr. | Pilot              | Constructor               | Q1               | Q2               | Q3               | Grila finală |
| --------------------- | --- | ------------------ | ------------------------- | ---------------- | ---------------- | ---------------- | ------------ |
| 1                     | 33  | Max Verstappen     | Red Bull Racing-Honda     | 1:15,817         | 1:15,573         | 1:14,572         | 1            |
| 2                     | 77  | Valtteri Bottas    | Mercedes                  | 1:16,078         | 1:15,669         | 1:14,590         | 2            |
| 3                     | 44  | Lewis Hamilton     | Mercedes                  | 1:16,068         | 1:15,548         | 1:14,769         | 3            |
| 4                     | 16  | Charles Leclerc    | Ferrari                   | 1:16,337         | 1:15,792         | 1:15,043         | 4            |
| 5                     | 5   | Sebastian Vettel   | Ferrari                   | 1:16,452         | 1:15,885         | 1:15,071         | 5            |
| 6                     | 10  | Pierre Gasly       | Red Bull Racing-Honda     | 1:16,716         | 1:16,393         | 1:15,450         | 6            |
| 7                     | 4   | Lando Norris       | McLaren-Renault           | 1:16,697         | 1:16,060         | 1:15,800         | 7            |
| 8                     | 55  | Carlos Sainz Jr.   | McLaren-Renault           | 1:16,493         | 1:16,308         | 1:15,852         | 8            |
| 9                     | 8   | Romain Grosjean    | Haas-Ferrari              | 1:16,978         | 1:16,319         | 1:16,013         | 9            |
| 10                    | 7   | Kimi Räikkönen     | Alfa Romeo Racing-Ferrari | 1:16,506         | 1:16,518         | 1:16,041         | 10           |
| 11                    | 27  | Nico Hülkenberg    | Renault                   | 1:16,790         | 1:16,565         | N/A              | 11           |
| 12                    | 23  | Alexander Albon    | Scuderia Toro Rosso-Honda | 1:16,912         | 1:16,687         | N/A              | 12           |
| 13                    | 26  | Daniil Kveat       | Scuderia Toro Rosso-Honda | 1:16,750         | 1:16,692         | N/A              | 13           |
| 14                    | 99  | Antonio Giovinazzi | Alfa Romeo Racing-Ferrari | 1:16,849         | 1:16,804         | N/A              | 17           |
| 15                    | 20  | Kevin Magnussen    | Haas-Ferrari              | 1:16,122         | 1:17,081         | N/A              | 14           |
| 16                    | 63  | George Russell     | Williams-Mercedes         | 1:17,031         | N/A              | N/A              | 15           |
| 17                    | 11  | Sergio Pérez       | Racing Point-BWT Mercedes | 1:17,109         | N/A              | N/A              | 16           |
| 18                    | 3   | Daniel Ricciardo   | Renault                   | 1:17,257         | N/A              | N/A              | 20           |
| 19                    | 18  | Lance Stroll       | Racing Point-BWT Mercedes | 1:17,542         | N/A              | N/A              | 18           |
| 20                    | 88  | Robert Kubica      | Williams-Mercedes         | 1:18,324         | N/A              | N/A              | 19           |
| Regula 107%: 1:21,124 |     |                    |                           |                  |                  |                  |              |
| Sursa:                |     |                    |                           |                  |                  |                  |              |

Note

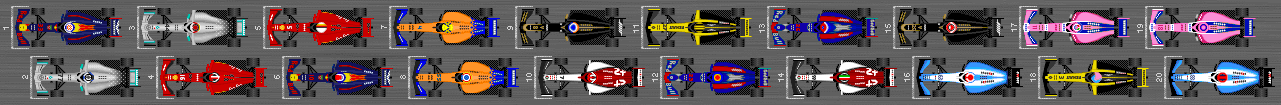
Grila de start.

- ^1 – Antonio Giovinazzi a primit o penalizare de trei locuri pe grila de start pentru împiedicarea altor piloți în timpul calificărilor.
- ^2 – Daniel Ricciardo trebuie să plece de pe ultima poziție de pe grila de start pentru schimbarea elementelor de Power Unit.

## Cursa

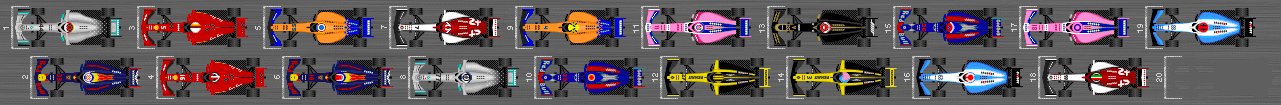
Clasamentul final.

Cursa a avut loc pe 4 august 2019, începând cu ora locală 15:00 (UTC+2), ora 16:00 EEST, și a durat 70 de tururi.
| Poz.                                                         | Nr. | Pilot              | Constructor               | Tururi | Timp/Retras | Puncte |
| ------------------------------------------------------------ | --- | ------------------ | ------------------------- | ------ | ----------- | ------ |
| 1                                                            | 44  | Lewis Hamilton     | Mercedes                  | 70     | 1:35:03,796 | 25     |
| 2                                                            | 33  | Max Verstappen     | Red Bull Racing-Honda     | 70     | +17,796s    | 18+1   |
| 3                                                            | 5   | Sebastian Vettel   | Ferrari                   | 70     | +61,433s    | 15     |
| 4                                                            | 16  | Charles Leclerc    | Ferrari                   | 70     | +65,250s    | 12     |
| 5                                                            | 55  | Carlos Sainz Jr.   | McLaren-Renault           | 69     | +1 tur      | 10     |
| 6                                                            | 10  | Pierre Gasly       | Red Bull Racing-Honda     | 69     | +1 tur      | 8      |
| 7                                                            | 7   | Kimi Räikkönen     | Alfa Romeo Racing-Ferrari | 69     | +1 tur      | 6      |
| 8                                                            | 77  | Valtteri Bottas    | Mercedes                  | 69     | +1 tur      | 4      |
| 9                                                            | 4   | Lando Norris       | McLaren-Renault           | 69     | +1 tur      | 2      |
| 10                                                           | 23  | Alexander Albon    | Scuderia Toro Rosso-Honda | 69     | +1 tur      | 1      |
| 11                                                           | 11  | Sergio Pérez       | Racing Point-BWT Mercedes | 69     | +1 tur      |        |
| 12                                                           | 27  | Nico Hülkenberg    | Renault                   | 69     | +1 tur      |        |
| 13                                                           | 20  | Kevin Magnussen    | Haas-Ferrari              | 69     | +1 tur      |        |
| 14                                                           | 3   | Daniel Ricciardo   | Renault                   | 69     | +1 tur      |        |
| 15                                                           | 26  | Daniil Kveat       | Scuderia Toro Rosso-Honda | 68     | +2 tururi   |        |
| 16                                                           | 63  | George Russell     | Williams-Mercedes         | 68     | +2 tururi   |        |
| 17                                                           | 18  | Lance Stroll       | Racing Point-BWT Mercedes | 68     | +2 tururi   |        |
| 18                                                           | 99  | Antonio Giovinazzi | Alfa Romeo Racing-Ferrari | 68     | +2 tururi   |        |
| 19                                                           | 88  | Robert Kubica      | Williams-Mercedes         | 67     | +3 tururi   |        |
| Ab                                                           | 8   | Romain Grosjean    | Haas-Ferrari              | 49     | Abandon     |        |
| Max Verstappen (Red Bull Racing-Honda) – 1:17,103 (turul 69) |     |                    |                           |        |             |        |
| Sursa:                                                       |     |                    |                           |        |             |        |

| Loc    | 1  | 2  | 3  | 4  | 5  | 6 | 7 | 8 | 9 | 10 | CMRT |
| Puncte | 25 | 18 | 15 | 12 | 10 | 8 | 6 | 4 | 2 | 1  | 1    |

## Clasamentele campionatelor după cursă
|  | Poz. | Pilot            | Puncte |
|  | ---- | ---------------- | ------ |
|  | 1    | Lewis Hamilton   | 250    |
|  | 2    | Valtteri Bottas  | 188    |
|  | 3    | Max Verstappen   | 181    |
|  | 4    | Sebastian Vettel | 156    |
|  | 5    | Charles Leclerc  | 132    |

|  | Poz. | Constructor               | Puncte |
|  | ---- | ------------------------- | ------ |
|  | 1    | Mercedes                  | 438    |
|  | 2    | Ferrari                   | 288    |
|  | 3    | Red Bull Racing-Honda     | 244    |
|  | 4    | McLaren-Renault           | 82     |
|  | 5    | Scuderia Toro Rosso-Honda | 43     |

- Notă: În ambele clasamente sunt prezentate doar primele cinci locuri.